# Hypocaccus callani
Hypocaccus callani är en skalbaggsart som beskrevs av Thérond 1958. Hypocaccus callani ingår i släktet Hypocaccus och familjen stumpbaggar. Inga underarter finns listade i Catalogue of Life.